# 서울공략
《서울공략》은 2005년에 개봉한 홍콩의 영화이다.

## 캐스팅
- 양조위 : 람 역
- 서기 : JJ 역
- 임현제 : 오웬 역
- 정진 : 전정인 역
- 작균 : 킴 역
- 김수현 : 흑곰 역
- 최여진 : 최선아 역
- 조한나 : 이윤미 역
- 조수현 : 문지희 역
- 세토 사키 : 사야 역
- 김지석 : 조폭 부하 역
- 이지형 : 후반부 경찰 역
- 정승교
- 진보준
- 등한강
- 후사사
- 양심이
- 오가강
- 유승원